# Stazione di Nicotera
Stazione di Nicotera vasútállomás Olaszországban, Nicotera településen.

## Vasútvonalak
Az állomást az alábbi vasútvonalak érintik:
- Battipaglia–Reggio di Calabria-vasútvonal

## Kapcsolódó állomások
A vasútállomáshoz az alábbi állomások vannak a legközelebb:
- Stazione di Rosarno
- Stazione di Joppolo